# Nässelsläktet
Nässelsläktet (Urtica) är ett släkte i familjen nässelväxter som omfattar cirka 35 arter med nästan världsvid utbredning. Det finns både ettåriga och fleråriga arter i släktet. Nässelsläktet har ihåliga brännhår från vilka ett brännande gift utsöndras om håret bryts av.

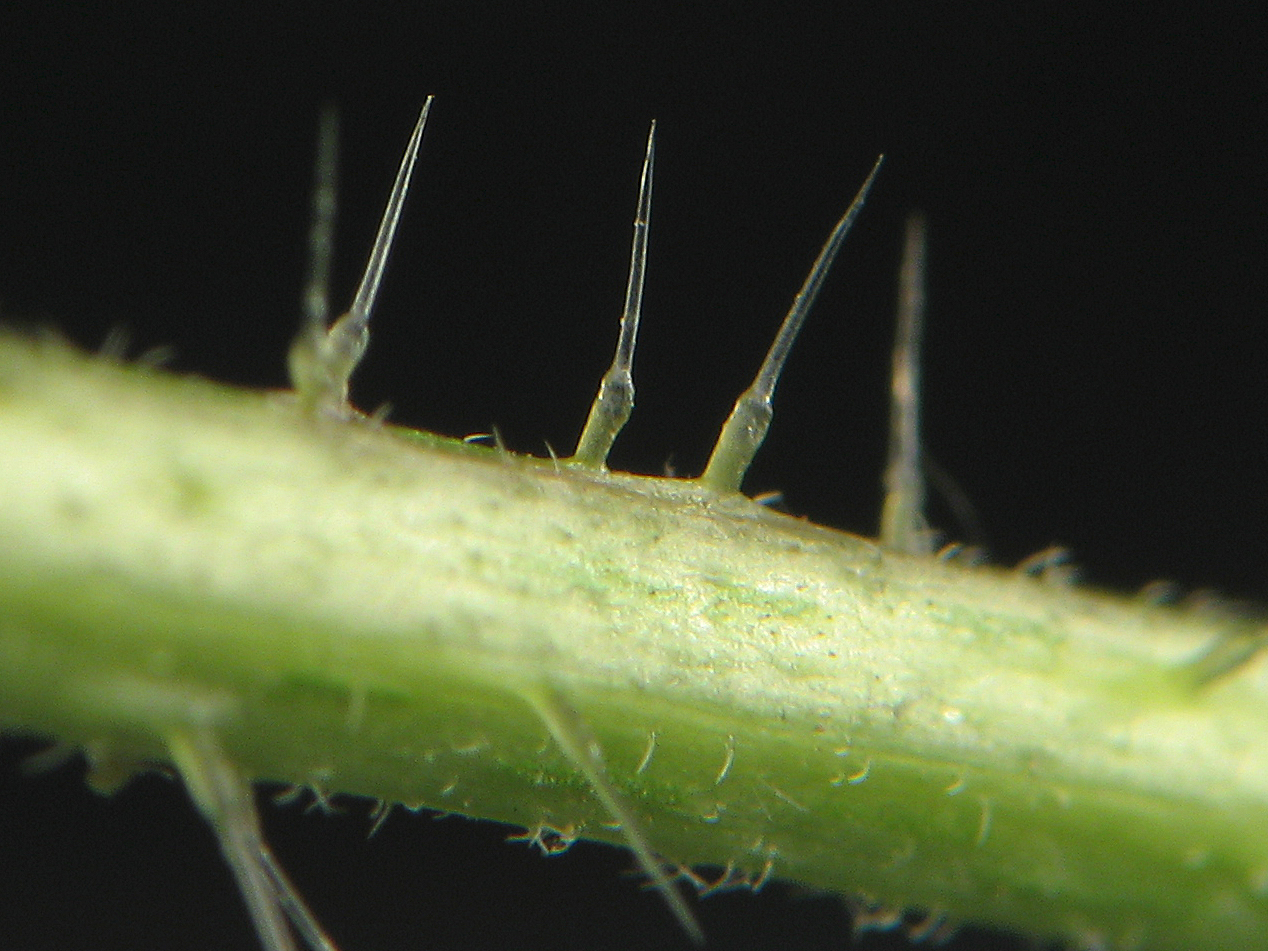
Brännhår hos Urtica dioica i stark förstoring.

En egendomlighet för nässelsläktet är brännhåren, som finns på alla växtens delar utom bladens ovansida. Ett brännhår består av en giftkörtel och ett därifrån utgående ihåligt borst, som liknar ett fint glasrör med spröd, kiselhaltig vägg och i spetsen, som är krökt, slutar med en liten kula. När brännhåret vidröres, bryts det av strax nedanför kulan, eftersom rörets vägg är tunnast där, och eftersom spetsen är krökt blir brottytan sned, så att det avbrutna håret bildar ett stickredskap av samma snett avskurna form som vissa ormars gifttänder eller den fina spetsen på en injektionsspruta. Därigenom kan det orsaka ett fint sår och även ingjuta i såret giftkörtelns vätska, ett ämne som liknar giftet (myrsyra) hos myror och getingar.
Genom sina brännhår är nässelsläktets arter väl skyddade mot de större, växtätande djuren, och särskilt brännässlan frodas lika ostörd som tistlar och törnen i täta grupper i både människans och husdjurens närhet.
I Sverige förekommer brännässla (U. dioica) och etternässla (U. urens). Tidvis kan även hampnässla (U. cannabina), romersk nässla (U. pilulifera) och bandnässla (U. membranacea) ses här.

## Historia
Under medeltiden användes nässlor, som vätskedrivande medel och för att behandla ledsmärtor, reumatism och höfeber samt för att rena blodet. Amerikanska indianer har använt brännässlor i flera hundra år. Lakotastammen använde rötterna mot magsmärtor, Ojibwa använde stuvade nässelblad mot hudproblem och dysenteri, Potawatomi använde rötterna för att minska feber och Winnebago använde nässlor mot allergi.
Nässlor innehåller bland annat kalcium, magnesium, järn och olika vitaminer. Eftersom kokande vatten tar bort den brännande effekten konsumeras de vanligen som soppa eller te.

## Bildgalleri

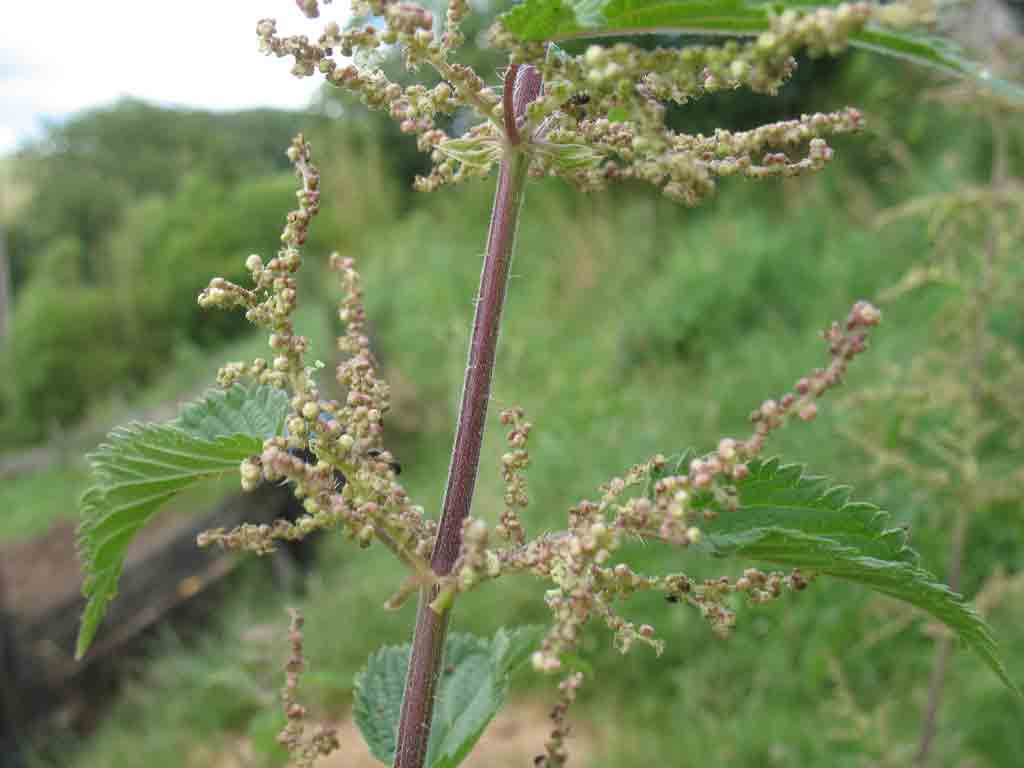
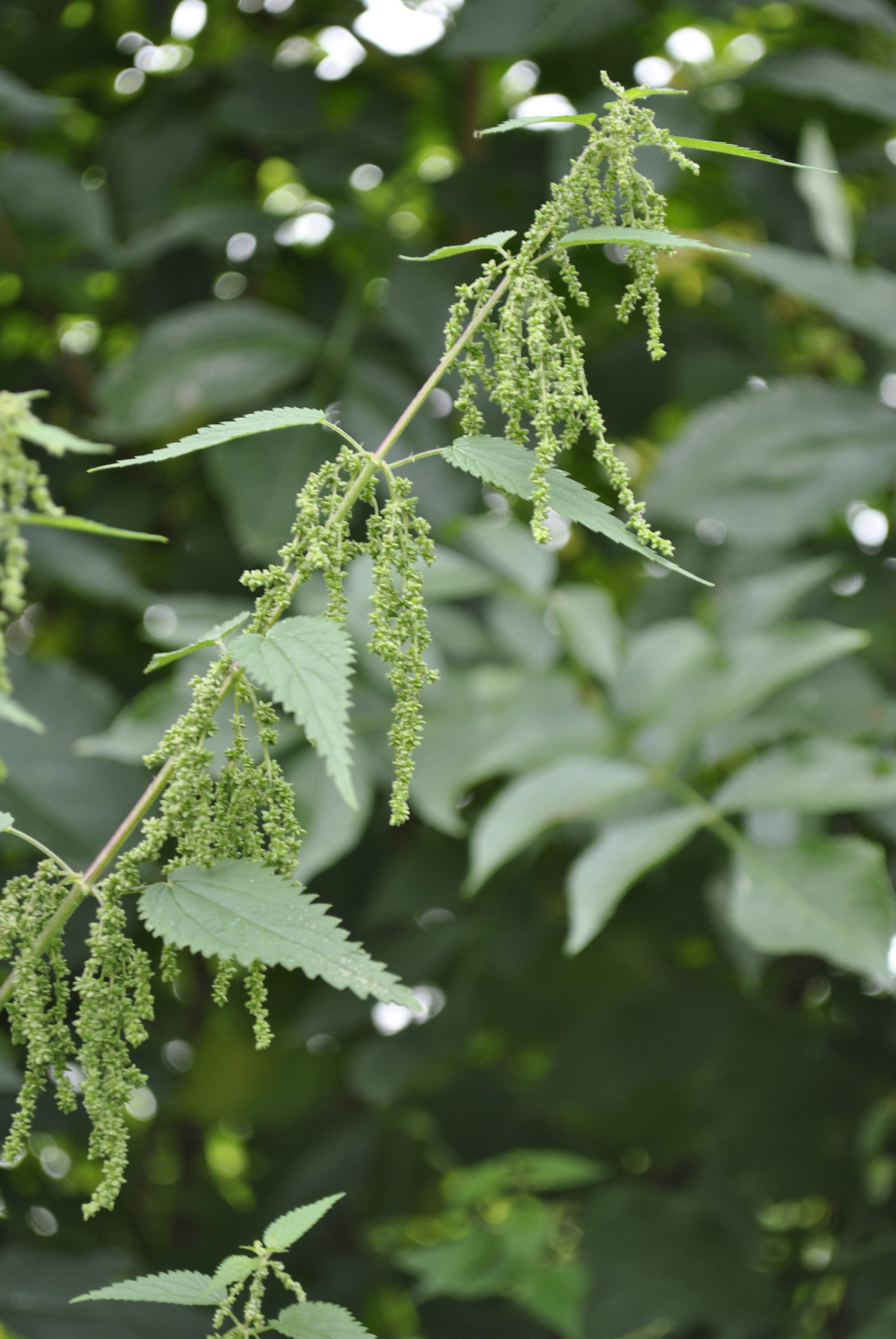
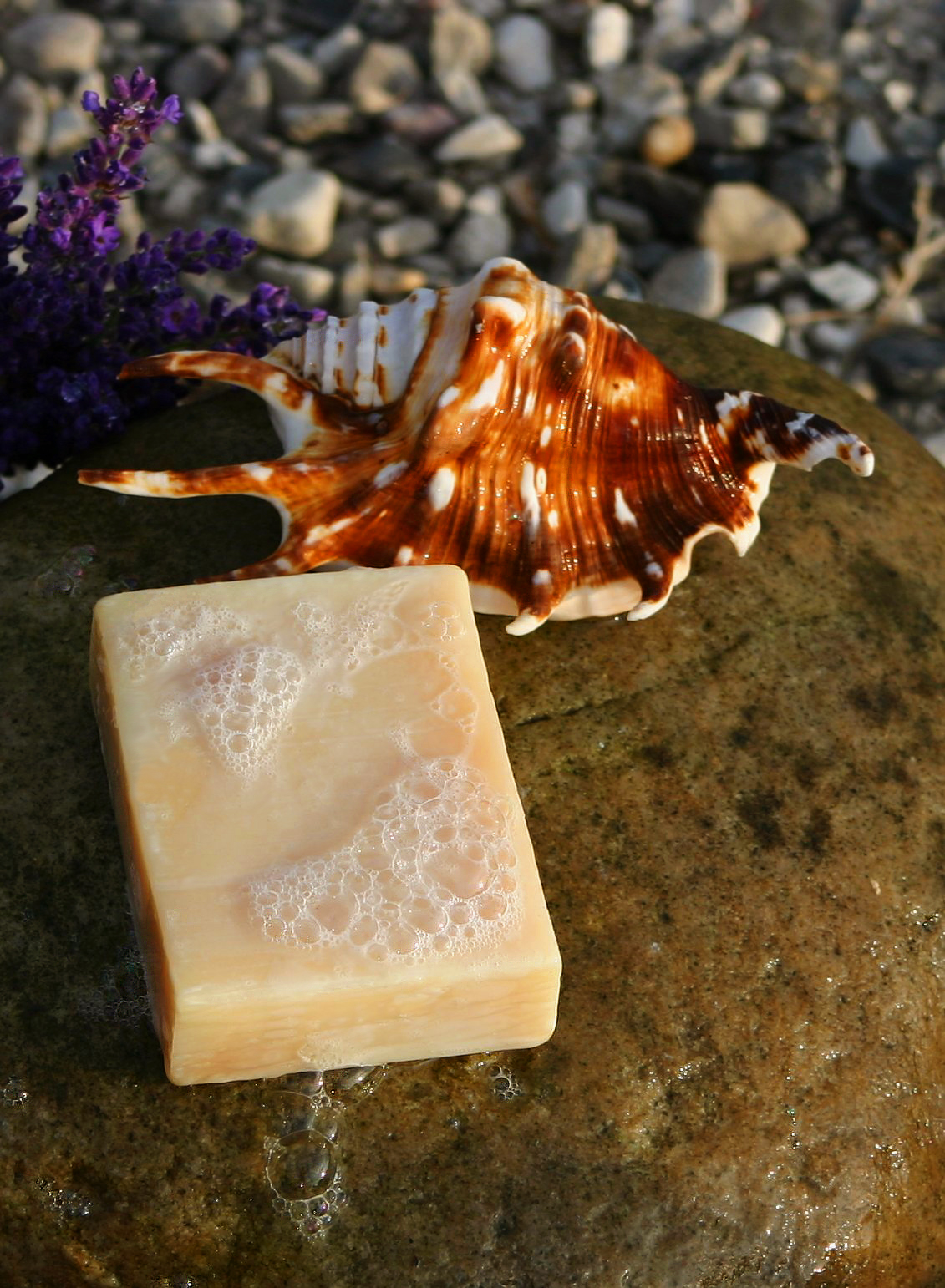

## Dottertaxa till Nässelsläktet, i alfabetisk ordning[1]
- Urtica angustifolia
- Urtica ardens
- Urtica aspera
- Urtica atrichocaulis
- Urtica atrovirens
- Urtica aucklandica
- Urtica australis
- Urtica ballotifolia
- Urtica berteroana
- Urtica bianorii
- Urtica buchtienii
- Urtica bullata
- Urtica cannabina
- Urtica chamaedryoides
- Urtica circularis
- Urtica dioica
- Urtica domingensis
- Urtica echinata
- Urtica ferox
- Urtica fissa
- Urtica flabellata
- Urtica fragilis
- Urtica glandulifera
- Urtica glomeruliflora
- Urtica gracilenta
- Urtica granulosa
- Urtica helanshanica
- Urtica hyperborea
- Urtica incisa
- Urtica kioviensis
- Urtica laetevirens
- Urtica lalibertadensis
- Urtica laurifolia
- Urtica leptophylla
- Urtica lilloi
- Urtica linearifolia
- Urtica lobata
- Urtica longispica
- Urtica macbridei
- Urtica magellanica
- Urtica mairei
- Urtica masafuerae
- Urtica massaica
- Urtica membranacea
- Urtica membranifolia
- Urtica mexicana
- Urtica mollis
- Urtica morifolia
- Urtica nana
- Urtica neubaueri
- Urtica papuana
- Urtica parviflora
- Urtica peruviana
- Urtica pilulifera
- Urtica platyphylla
- Urtica portosanctana
- Urtica praetermissa
- Urtica pseudodioica
- Urtica pseudomagellanica
- Urtica rubricaulis
- Urtica rupestris
- Urtica simensis
- Urtica spatulata
- Urtica spiralis
- Urtica stachyoides
- Urtica subinermis
- Urtica taiwaniana
- Urtica takasagonis
- Urtica thunbergiana
- Urtica trianae
- Urtica triangularis
- Urtica trichantha
- Urtica urens
- Urtica urentivelutina
- Urtica wallichiana